# Inaccessible Cliffs
Die Inaccessible Cliffs (englisch für Unzugängliche Kliffs) sind eine Reihe steiler und von mehreren Gletschern unterbrochener Kliffs in der antarktischen Ross Dependency. Sie bilden die nördliche Geländestufe der Queen Elizabeth Range und ragen an der Südflanke des Nimrod-Gletschers auf.
Die Nordgruppe einer von 1961 bis 1962 durchgeführten Kampagne im Rahmen der New Zealand Geological Survey Antarctic Expedition (1961–1962) benannte sie so, weil der an dieser Stelle stark zerklüftete Gletscher einen Zugang zu den Kliffs verhindert.